# Hey Baby (Drop It to the Floor)
Hey Baby (Drop It To The Floor) je píseň amerického rappera Pittbula. Píseň se nachází na jeho šestém studiovém albu Planet Pit. Produkce se ujal producent Sandy Vee. S touto písní mu vypomohl americký rapper T-Pain.

## Hitparáda
| Země        | Umístění |
| ----------- | -------- |
| Austrálie   | 10       |
| Kanada      | 10       |
| Nový Zéland | 23       |
| UK Rap      | 8        |
| US 100      | 22       |
| Německo     | 24       |
| Česko       | 8        |